# Новаківський Ярослав Олексійович

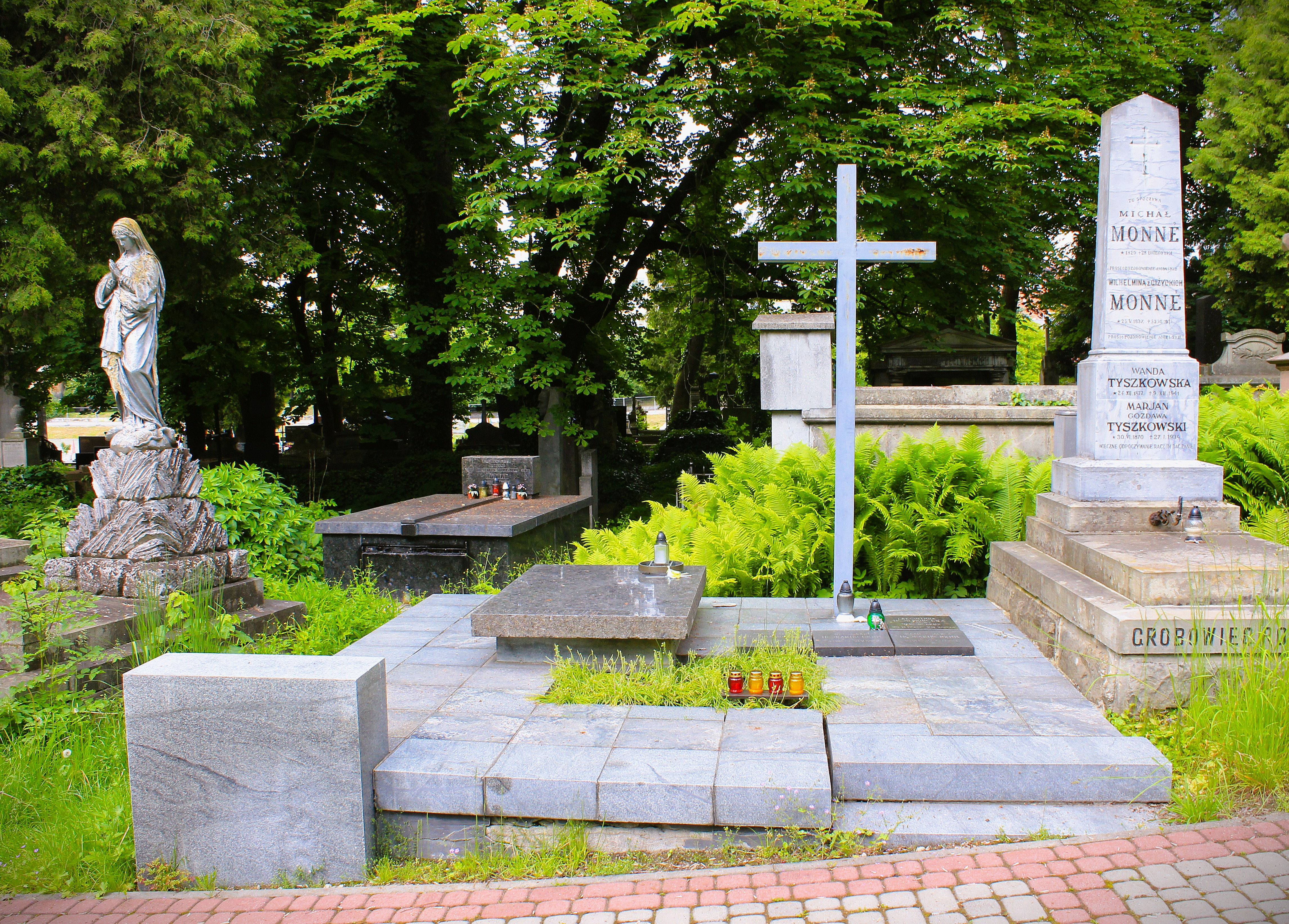
Надгробок Ярослава Новаківського (1920–1982) — львівського архітектора, одного із засновників післявоєнної містобудівної школи Львова. Поруч — поховання родини.

Яросла́в Олексі́йович Новакі́вський (4 січня 1920, Львів — 21 травня 1982, там само) — львівський архітектор, містобудівник. Зачинатель післявоєнної містобудівної школи Львова.

## Біографія
Народився у Львові, син художника Олекси Новаківського та Анни-Марії з дому Пальмовських. Навчався у I-й міській гімназії (1928–1938). Закінчив інженерно-будівельний факультет Львівського політехнічного інституту (1938–1940 і 1946–1950). Відразу після закінчення навчання працював у бюро «Облпроекту» (згодом львівський філіал інституту «Діпроміст»). Від 1957 року член Спілки архітекторів УРСР, член правління львівської філії Спілки у 1974–1982. 1961 року очолив щойно створену планувальну майстерню № 2 інституту. Депутат Львівської міської ради (1964—1973), обіймав посаду головного художника міста Львова (1964–1975). 1974 року отримав звання заслуженого архітектора УРСР. Ініціатор створення Державного історико-архітектурного заповідника у Львові, парку-заповідника Шевченківський гай. Один із авторів герба Львова, затвердженого 1967 року. Автор статей з історії архітектури. Містобудівні ідеї, підходи і методики Новаківського залишились лише у формі проєктів та доповідних записок. Вони не були оформлені у вигляді монографії чи статей і потребують окремого опрацювання.
Ярослав Новаківський помер у Львові 21 травня 1982 року. Похований на Личаківському цвинтарі, поле № 59. До 80-ліття з дня народження у Художньо-меморіальному музеї ім. Олекси Новаківського експонувалась виставка робіт архітектора. Організована благодійним фондом «Олекса Новаківський та його художня школа» та працівниками архітектурно-планувальної майстерні інституту «Містопроект». Основу експозиції склали матеріали особистого архіву Новаківського.

## Планувальна майстерня №2
1961 року Ярослав Новаківський очолив щойно створену планувальну (містобудівну) майстерню № 2 інституту «Діпроміст». Тут було розроблено проєктну документацію для більшості міст і селищ міського типу Волинської, Закарпатської, Івано-Франківської, Львівської, Рівненської, Тернопільської (частково) і Чернівецької областей. До цього часу подібні проєкти для західного регіону виконувались лише київським інститутом «Діпроміст». Майстерня Новаківського стала свого роду школою для низки молодих архітекторів. Серед працівників майстерні у різний час були архітектори Наталія Дзядик, Алла Петрова, Лариса Каменська, Олександра Кобат, Лариса Скорик, Олег Чамара, Наталія Сивенька, Володимир Сколоздра, Михайло Федик, Петро Крупа.
У 1970-х роках було отримано замовлення на виготовлення генплану Львова. Через передчасну смерть Новаківський зміг взяти участь лише у ранніх стадіях проєктування. Однак в основу генплану лягла концепція поліцентричної системи центру міста, вперше обґрунтована Новаківським ще 1976 року у проєкті детального планування реконструкції Львова. Генплан було затверджено 1993 року. Загалом Новаківський є автором та співавтором понад 400 містобудівних проєктів.

## Список споруд та вибраних містобудівних проєктів
- Корпус спортивного комплексу біля басейну «Динамо» на вулиці Стуса, 4 у Львові (1953).[3]
- Реконструкція Будинку офіцерів у Коломиї (1954).
- Будинок на вулиці Самчука, 13 у Львові (1956).
- Комплекс споруд телецентру у Львові (1956—1957).
- Участь в оформленні інтер'єрів Порохової вежі у Львові під час адаптації споруди для потреб Спілки архітекторів (до 1959, разом з Ярославом Назаркевичем і Олегом Радомським).[4]
- Проєкти житлових будинків мікрорайону на вулиці Княгині Ольги у Львові.
- Проєкти детального планування низки мікрорайонів Львова — Левандівки, Рясного, Сихова, Лисинич, Збоїщ (усі у співавторстві).
- Проєкт пам'ятника польським вченим — жертвам гітлеризму у Львові 1941 року. 1967 рік, співавтори архітектор Василь Каменщик, скульптори Яків Чайка, Еммануїл Мисько. У процесі спорудження був демонтований.[5]
- Конкурсний проєкт пам'ятника возз'єднанню України на Високому замку у Львові. Відзначений премією. 1968 рік, співавтори скульптори Володимир Бойко, Теодозія Бриж, архітектор Василь Каменщик.[5]
- Проєкт розбудови комплексу Львівського музею українського мистецтва на вулиці Драгоманова (1969, нереалізований).[6]
- Проєкт детального планування реконструкції Львова (1976)[7].
- Проєкти забудови приміських зон Чернівців, Ужгорода.
- Проєкти планування міських центрів Ужгорода, Рівного.
- Проєкт історико-меморіального комплексу «Запорізька Січ».
- Архітектурна частина пам'ятників Іванові Франку в Бориславі (1958, скульптори О. Супрун, А. Білостоцький)[8], Дрогобичі (1966, співавтори архітектор Анатолій Консулов, скульптори Еммануїл Мисько, Василь Одрехівський, Яків Чайка).[9]
- Пам'ятник на могилі Б. К. Дудикевича на Личаківському цвинтарі (1977, скульптор Валентин Подольський).[10]
- Пам'ятник на могилі А. І. Шмигельського на Личаківському цвинтарі (1977, скульптор Валентин Подольський).[11]